# Taubenbreite 2–9 (Quedlinburg)
Taubenbreite 2–9 ist die im Quedlinburger Denkmalverzeichnis genutzte Bezeichnung für eine ehemalige Siedlung in Quedlinburg in Sachsen-Anhalt.

## Lage
Die Siedlung befand sich nordwestlich der historischen Quedlinburger Altstadt, westlich des Krankenhauses Taubenbreite.

## Architektur und Geschichte
Die Siedlung entstand in der Zeit des Ersten Weltkriegs als Bestandteil des benachbarten Garnisonslazaretts. Sie bestand aus vier zweigeschossigen Fachwerkhäusern. Je zwei der Gebäude standen parallel und in Reihe. Die Häuser waren traditionalistisch gestaltet. Jedes Doppelhaus verfügte über zwei Risalite. Die Fassaden waren vertikal mit Brettern verkleidet. In den Jahren 1920 bis 1922 erfolgte durch den Stadtbaurat Paul Laumer ein Umbau zu Wohnraum für Flüchtlinge.
Die Siedlung wurde als für die Orts- und Sozialgeschichte bemerkenswert beschrieben.

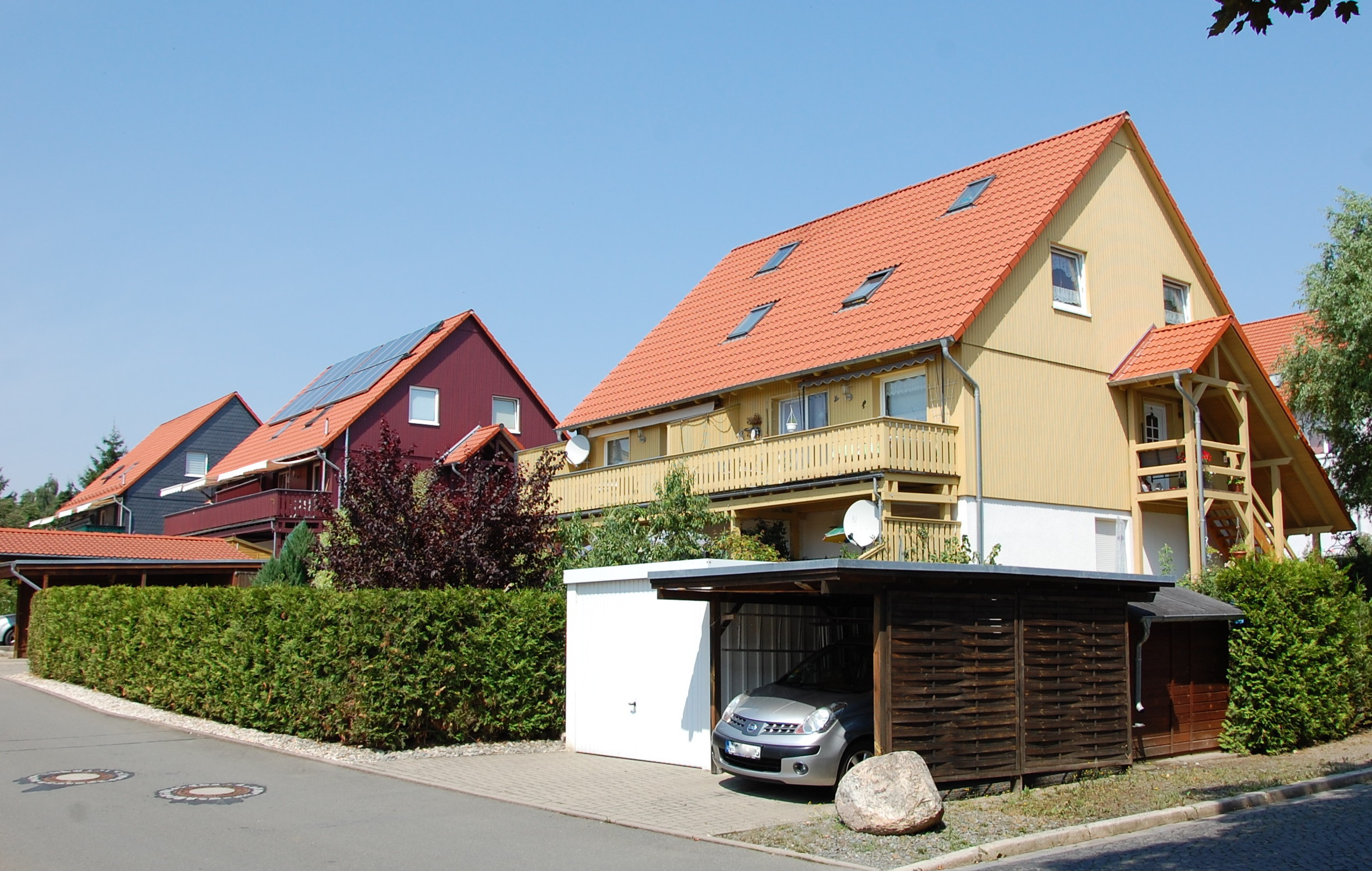
Neubauten Taubenbreite, Aufnahme 2013

Etwa Anfang des 21. Jahrhunderts wurde die unter Denkmalschutz stehende Siedlung abgerissen und durch neue Gebäude ersetzt. Einige der Neubauten sind ebenfalls mit vertikalen Brettern verkleidet. Die formale Streichung aus dem Denkmalverzeichnis erfolgte erst 2024.